# Friede von Riga (1920)

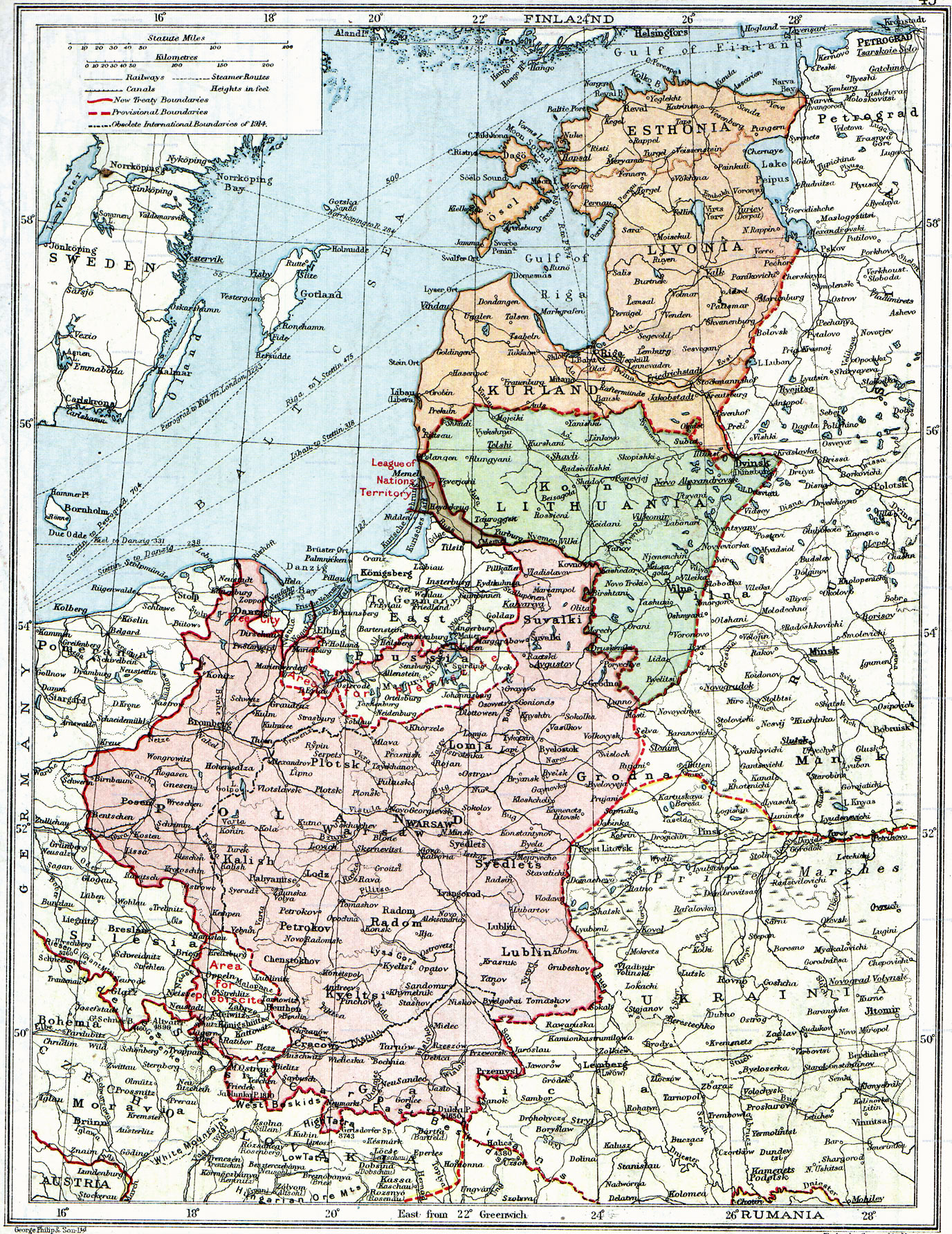
Diese Karte von 1920 zeigt die unbestimmten Grenzen vor dem Friedensschluss

Der Friede von Riga aus dem Jahre 1920 ist eine Vereinbarung zwischen der Demokratischen Republik Lettland und der Russischen Sozialistischen Föderativen Republik über das Ende des Lettisch-Russischen Kriegs und die Anerkennung Lettlands, das sich am 18. November 1918 für unabhängig erklärt hatte, durch Russland in den vertraglich festgelegten Grenzen „für alle Zeiten“.
Der Vertrag wurde in Moskau vorbereitet und am 11. August 1920 in Riga (lettisch: Rīga) fertiggestellt. Die lettische Seite war hierbei vertreten durch Jānis Vestmanis, Pēteris Berģis, Ansis Buševics, Eduards Kalniņš und Kārlis Pauļuks. Die russische Seite wurde durch Adolf Abramowitsch Joffe und Jakow Chaniecki vertreten.
Die Saeima ratifizierte den Vertrag am 2. September 1920 in Riga, in Moskau wurde dem Vertrag am 9. September 1920 zugestimmt. Der Austausch der ratifizierten Dokumente fand am 4. Oktober 1920 statt.
Im Artikel 1 wurde der Krieg zwischen den Parteien mit Wirksamwerden des Vertrags für beendet erklärt. Mit Artikel 2 erkannte die Sowjetunion Lettland als unabhängige Republik an. Durch Artikel 3 wurden die gegenseitigen Grenzen und der Rückzug der Armeen auf das jeweils eigene Gebiet innerhalb von 14 Tagen nach Vertragsabschluss vereinbart.
Des Weiteren wurde der Gefangenenaustausch geregelt. Mehrere Artikel sind der Rückgabe aller während des Ersten Weltkrieges durch Russland geraubten Kulturgüter gewidmet.
Die lettische Unabhängigkeit bestand bis Oktober 1939. Dann zwang Stalin durch ein Ultimatum Lettland gemäß dem Zusatzprotokoll des deutsch-sowjetischen Nichtangriffspakts zu einem „Beistands- und Stützpunktabkommen“. Dies führte schließlich im Juni 1940 zur Besetzung Lettlands durch sowjetische Truppen.